# Johan Sotil
Johan Joussep Sotil Eche (Lima, 29 augustus 1982) is een Peruaans voetballer. Hij speelde van 2008 tot 2009 als aanvaller bij het Belgische KVC Westerlo. Sotil is de zoon van oud-voetballer Hugo Sotil en hij is vernoemd naar Johan Cruijff, ploeggenoot van zijn vader bij FC Barcelona in de jaren zeventig. Zijn bijnaam is Cholito. Na zijn doortocht in België vertrok hij terug naar Peru waar hij nu voor Deportivo Sport Huancayo speelt.
Sotil speelde daarvoor al in eigen land voor Universitario de Deportes (2000-2004), Alianza Atlético de Sullana (2004), Coronel Bolognesi (2005) Unión Huaral (2006), Alianza Lima (2007) en Club José Gálvez (2008). Met Universitario de Deportes werd hij in 2000 en 2002 kampioen van Peru.